# Нягівські повчання
«Ня́гівські повча́ння на Єванге́лія» («Нягівська постила») — повчальний кальвіністський церковний твір середини 50-х р.р. XVI ст., у якому пояснювався текст Євангелія. Цей твір є однією з перших пам'яток української розмовної мови, написаний марамороським діалектом середньозакарпатського говору української мови.
| Особливості мови «Нягівських повчань», серед. 50-х р.р. XVI ст |
| - Звук [u] на місці етимологічного [o], тобто там, де у сучасній літературній українській мові стоїть [i]: букъ — «бік», булше — «більше», гурше — «гірше», думъ — «дім». - Звук [u] на місці етимологічного [e], тобто там, де у сучасній літературній українській мові стоїть [i]: у своюй — «у своїй», у нюм — «у нім». - Наявність звуку [u] на місці літературного [i] не є рисою, притаманною лише середньозакарпатським говорам. Звук [u] на місці звуку [u2] з'явився в українській мові у Закарпатті в XVI ст., на схід від Карпат в усіх діалектах — у XVII ст. Цей звук (в «Оксфордському Гептаглоті» 1667 р. грум — «грім», гурко — «гірко», лужко — «ліжко», рувно — «рівно») згодом перейшов у звук [y] (або [ü]), а потім у більшості діалектів і в сучасній літературній мові в [i] ([u2] → [u] → [ü] → [i]). Вперше поява звуку [i] на місці [u]/[ü] зафіксована на мапах Боплана (Perehinka, Borimlja — зараз «Буромля») у 1653 р. та у полтавських актах у 1665 р. (розбий — «розбій», до того говорили розбуй; котрѣй — «котрій», до того говорили котруй). На Закарпатті та в інших українських діалектах цей перехід [u] → [ü] → [i] відбувся не всюди, [u] або [ü] залишилося досьогодні (це залишкові зони, не пов'язані між собою): - звук [u] — на Підляшші, Берестейщині, Надсянні, у межиріччі Шопурки та Ріки, у межиріччі Латориці та Ціроки, - звук [ü] — у поодиноких селах на Лемківщині, Підляшші, Берестейщині, у центральній частині Закарпаття між Рікою та Латорицею. - Чернування [o] / [u] та [e] / [u], так само, як у сучасній літературній мові чергуються [o] / [i] та [e] / [i]. - М'яке [t͡sʲ]: пяниця — «п'яниця», загодованець, королиця — «королева», лиця. - Повноголосся: голова, голодъ, голосъ, городъ, дерево, дорого, золото. - Перехід [l] у [w]: довгъ, довгый, довжны. - Поряд з абстрактними іменниками, утвореними за церковнослов'янською моделлю (изогнаніє, имѣніє, искунчаніє), уживаються українські на -ня, -тя (переважна більшість): измаганя — «змагання», исповнѣня — «сповнення», истисканя — «стискання», крещеня — «хрещення», проклятя — «прокляття». - Дієслова з основою на [ɦ], [k] послідовно приймають в інфінітиві суфікс -чи: измочи, изогнечи, изречи, испомочи, истечи, печи. - У морфології: - у першій особі множини іменників теперішньо-майбутнього часу виступає флексія -ме: береме — «беремо», лишаєме — «лишаємо», чиниме — «чинимо», не можеме — «не можемо». - у чоловічому роді однини дієслів минулого часу кінцевий суфікс -л- регулярно переходить у -в-: натокмивъ, лишивъ, заказавъ, хоч інколи може зберігатися й традиційне -лъ (любилъ, миловалъ, ходилъ). - у майбутньому синтетичному часі флексія -му, -меш часто виступає в препозиції: кулько мете што просити у о[т]ца моего у мое имя, дасть ся вамъ, а кто меть пити, што я ему дамь воды, будеть у нюмъ кырниця. - замість узвичаєної українською мовою частки нехай, за допомогою якої утворюється третя особа однини й множини наказового способу, в «Нягівських повчаннях» уживається її варіант нагай: нагай не лестить ся никто на васъ, коли чинить милостиню, нагай не знаєть лѣвая твоя, што чинить правая твоя. - У лексиці: - більшість спільноукраїнських слів і церковнослов'янізмів. - регіоналізми вершинокъ — «кінець», винниця — «виноград», вогень (огень) — «вогонь», выдку — «звідти», дѣтвакъ — «дитина», казда — «господар, ґазда», калный — «брудний», кмѣть — «селянин». - запозичення з угорської мови: будушловати (від угор. bujdosik) — «блудити», бѣзоншакъ (від угор. bizonyság) — «свідок», варошь (від угор. város) — «місто», келтованя (від угор. költ) «витрати». - запозичення з румунської мови: дуката (від рум. bucată, що означає «шматок») — «м'ясо», варе (від рум. oare) — «справді». |

Текст «Нягівських повчань» є виразно українським, з численними діалектизмами з південномарамороського діалекту середньозакарпатського говору південно-західного наріччя української мови.